# 庫馬爾卡里烏帕齊拉
庫馬爾卡里乌帕齐拉是孟加拉国庫什蒂亞縣的一个乌帕齐拉，位於庫爾納专区的庫什蒂亞縣。

## 人口
據1991年孟加拉國人口普查，庫馬爾卡里共有戶數47,387戶，人口269008人。其中男性佔比51.77%，女性佔比48.23%；成年人口133,845人。該地7歲以上人口之平均識字率為24.9%。